# Chagarcía Medianero
Chagarcía Medianero é um município da Espanha na província de Salamanca, comunidade autónoma de Castela e Leão, de área 14,71 km² com população de 113 habitantes (2007) e densidade populacional de 8,12 hab/km².

## Demografia
| Variação demográfica do município entre 1991 e 2004 | Variação demográfica do município entre 1991 e 2004 | Variação demográfica do município entre 1991 e 2004 | Variação demográfica do município entre 1991 e 2004 |
| --------------------------------------------------- | --------------------------------------------------- | --------------------------------------------------- | --------------------------------------------------- |
| 1991                                                | 1996                                                | 2001                                                | 2004                                                |
| 181                                                 | 164                                                 | 136                                                 | 120                                                 |